# Carmine Vani
Carmine Vani (Toronto, 7 agosto 1964) è un ex hockeista su ghiaccio canadese naturalizzato italiano, di ruolo attaccante.

## Carriera
Negli anni del campionato giovanile OHL, riservato agli under 20, si mise tanto in luce da essere scelto nel draft 1982 al terzo giro (44º assoluto) dai Detroit Red Wings, con cui tuttavia non giocherà mai. Verrà girato nelle minor (IHL ed AHL), alle squadre satellite dei Red Wings, finché nel luglio 1985 non fu lasciato libero da Detroit. Partecipò in quell'estate agli allenamenti dei Toronto Maple Leafs, ma non fu messo sotto contratto.
Nelle due successive stagioni cambiò per sette volte casacca, ancora dividendosi fra IHL ed AHL, per poi approdare al campionato italiano, all'HC Fiemme, con cui chiuse quella stagione al nono posto, salvi ma fuori dai play-off.
Passò quindi in serie B all'HC Como. Coi lariani fallì l'arrivo in massima serie nella prima stagione, ma lo centrò nella successiva. Il titolo sportivo della squadra venne tuttavia acquisito dalla polisportiva Mediolanum Sport ed al suo posto in serie A approdarono i Devils Milano. Anche Vani passò ai milanesi.
Dopo una sola stagione cambiò di nuovo squadram passando all'Alleghe HC. Coi veneti giocò due stagioni, contribuendo alla vittoria nell'Alpenliga 1992-93. Fu in questi anni che lui, canadese di origini italiane, si guadagnò la convocazione nella nazionale azzurra: 19 incontri per lui, con due reti all'attivo, più undici, con una rete, in due edizioni dei mondiali disputate (1992 e 1993).
Nel 1993-94 tornò a Milano, ma nell'altra squadra cittadina, il Milano Saima appena rifondato dopo un anno di stop. Anche qui rimarrà per due stagioni, ma senza risultati di rilievo, prima di tornare per una terza stagione ad Alleghe.
Nel 1996-97 si è accasato all'HC Bolzano, con cui ha vinto lo scudetto.
È passato poi in Gran Bretagna ai Newcastle Cobras ma, eliminata da tutte le competizioni (campionato, Challenge Cup e Benson & Hedges Cup), Vani tornò a Bolzano per i play-off, vinti.
La stagione successiva fu l'ultima sul ghiaccio per Vani: disputò l'Alpenliga in Slovenia con lo Jesenice; una volta eliminati dalla competizione, Vani passò per il campionato all'Asiago Hockey AS.

## Palmarès

### Club
- Campionato italiano: 2

Bolzano: 1996-1997, 1997-1998
- Alpenliga: 1

Alleghe: 1992-1993